# Keiichi Aichi
Keiichi Aichi (愛知 敬一, Aichi Keiichi) (25 juillet 1880 - 23 juin 1923) est un physicien japonais qui fut professeur à la faculté de sciences de l'université impériale du Tōhoku.

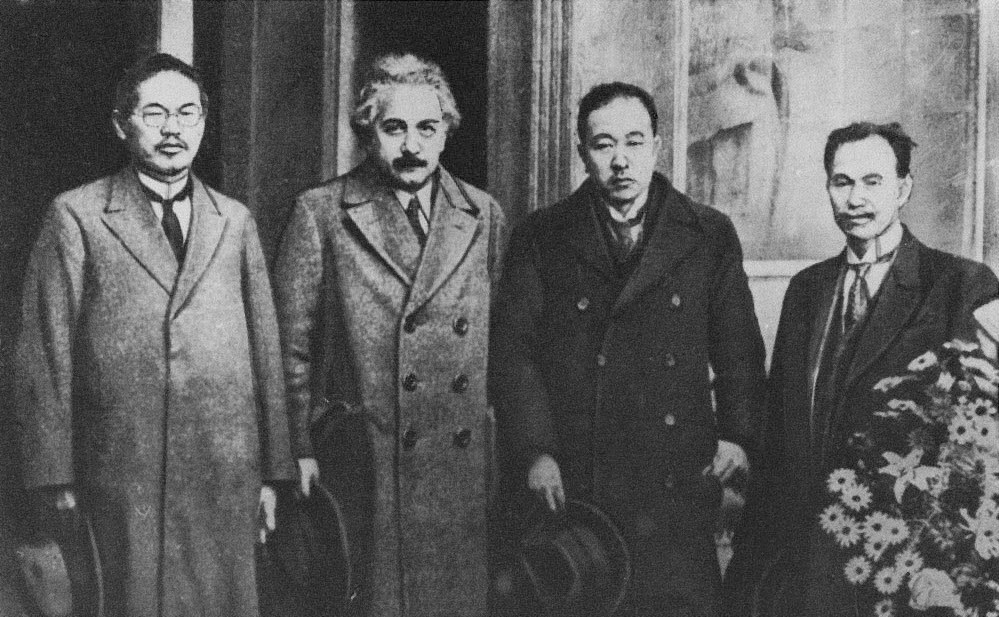
Kōtarō Honda, Albert Einstein, Keiichi Aichi et Sirota Kusukabe à l'occasion de la visite d'Einstein à l'université impériale du Tōhoku en 1922.

Diplômé de physique théorique de l'université impériale de Tokyo en 1903, il part pour Kyoto en 1905 où il devient professeur assistant de l'université impériale de Kyoto. De 1908 à 1911, il étudie en Allemagne, et en 1912, il obtient son doctorat de l'université impériale du Tōhoku avec les recommandations du président. Peu après, il devient professeur à la nouvelle faculté de sciences de l'université. En 1922, il sert comme interprète durant la visite d'Albert Einstein au Japon. Il meurt d'intoxication alimentaire en 1923.
Son fils est l'homme politique Kiichi Aichi (en) qui sera consécutivement ministre des Affaires étrangères et ministre des Finances.